# Carolina Kasting
Carolina Kasting Arruda, née le 12 juillet 1975 à Florianópolis, est une actrice brésilienne.

## Filmographie

### Télévision
- Anjo de Mim (1996) - Valentina
- La Beauté du diable (1997) - Úrsula Vidigal (Ucha)
- Hilda Furacão (1998) - Bela B.
- Brida (1998) - Brida
- Malhação (1999) - Laila
- Terra Nostra (1999) - Rosana Telles de Aranha
- Porto dos Milagres (2001) - Laura Proença
- Presença de Anita (2001) - Julieta
- Coração de Estudante (2002) - Mariana Mendes
- Femmes amoureuses (Mulheres Apaixonadas) (2003) - Laura Medeiros
- Kubanacan (2003) - Zelda
- Cabocla (2004) - Maria Junqueira Caldas (Mariquinha)
- O Profeta (2006) - Laura Moura
- Duas Caras (2007) - Luíza Fonseca
- Malhação (2007) - Béatrice Lopret
- Escrito nas Estrelas (2010) - Judite
- O Astro (2011) - Jamile Hayalla
- Amor Eterno Amor (2012) - Beatriz Mainardi
- Amor à Vida (2013) - Regina Maria dos Santos Batista (Gina)
- Malhação (2015) - Gilda Noronha
- Além do Tempo (2015) - Rosa Ventana / Rosa Del Corso